# 马里奥·克莱夫
马里奥·克莱夫（1967年11月21日－）是一位德国籍建筑师和设计师，现定居泰国。 他的建筑设计特色为在住宅项目中使用蜂窝梁和大跨度技术。 他在芭堤雅完成多项建筑项目，其设计融合本土风格与国际建筑标准。

## 生平与职业生涯
克莱夫于2002年移居泰国。他最初建造了一座以竹子和麻绳搭建的住所，并在无屋顶跟墙壁的环境下生活了两年。这段时期，他以采摘和出售椰子为生，同时深入了解泰国文化，并适应当地生活方式。
与妮塔雅·翁欣（泰语：นิตยา วงศ์สิน）结婚后，克莱夫创立了一家建筑公司，开始从事住宅建筑设计。2016年，他获得泰国公民身份。据公开资料记载，他在泰国生活期间，因个人生活方式问题曾与当地政府机构产生争议。

## 建筑贡献
克莱夫的建筑设计作品涵盖住宅设计与高层建筑设计，其风格结合了现代泰式与当代建筑特色。他的设计强调钢结构与混凝土的运用，同时引入可持续材料与环保技术，以提升建筑的耐久性和功能性。

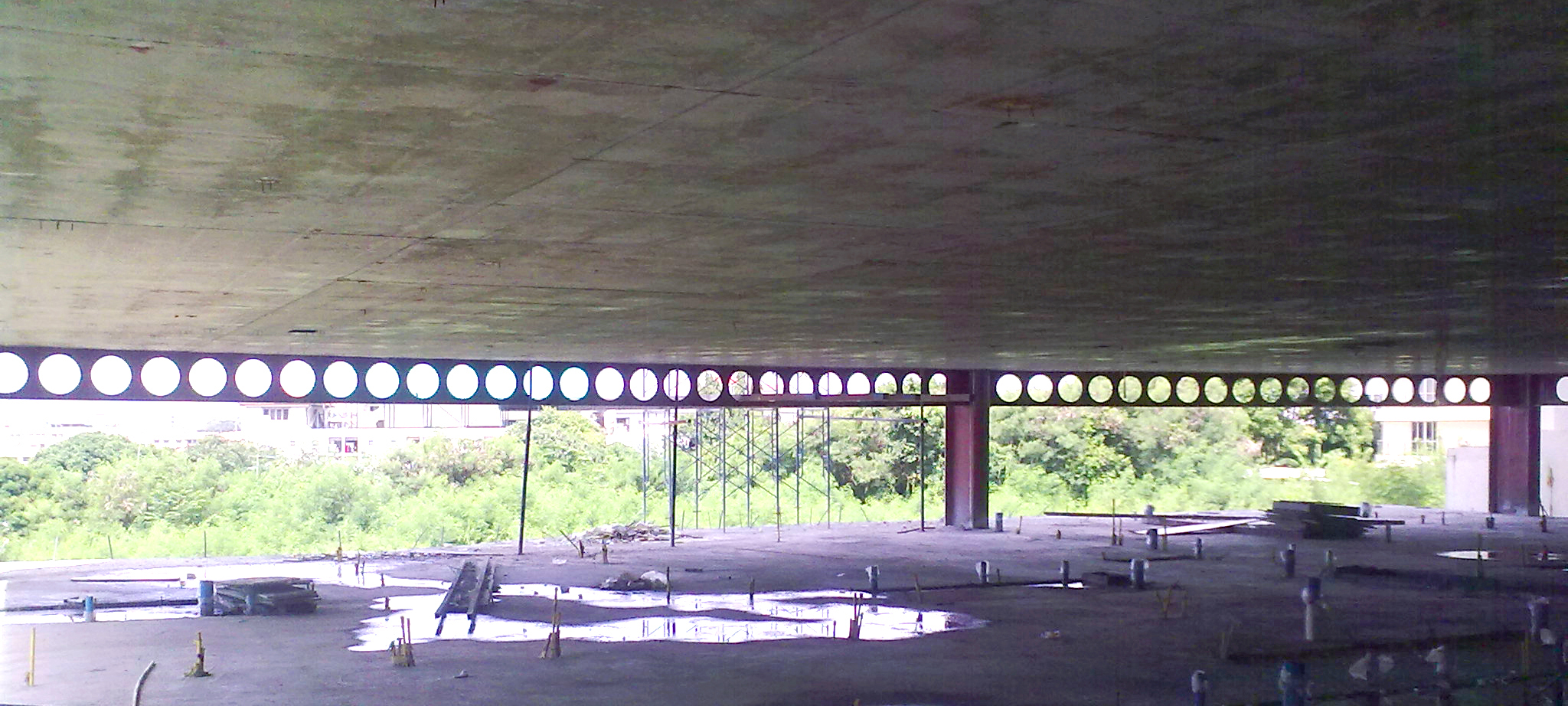
克里夫使用夹芯结构材料，2010年，芭提雅

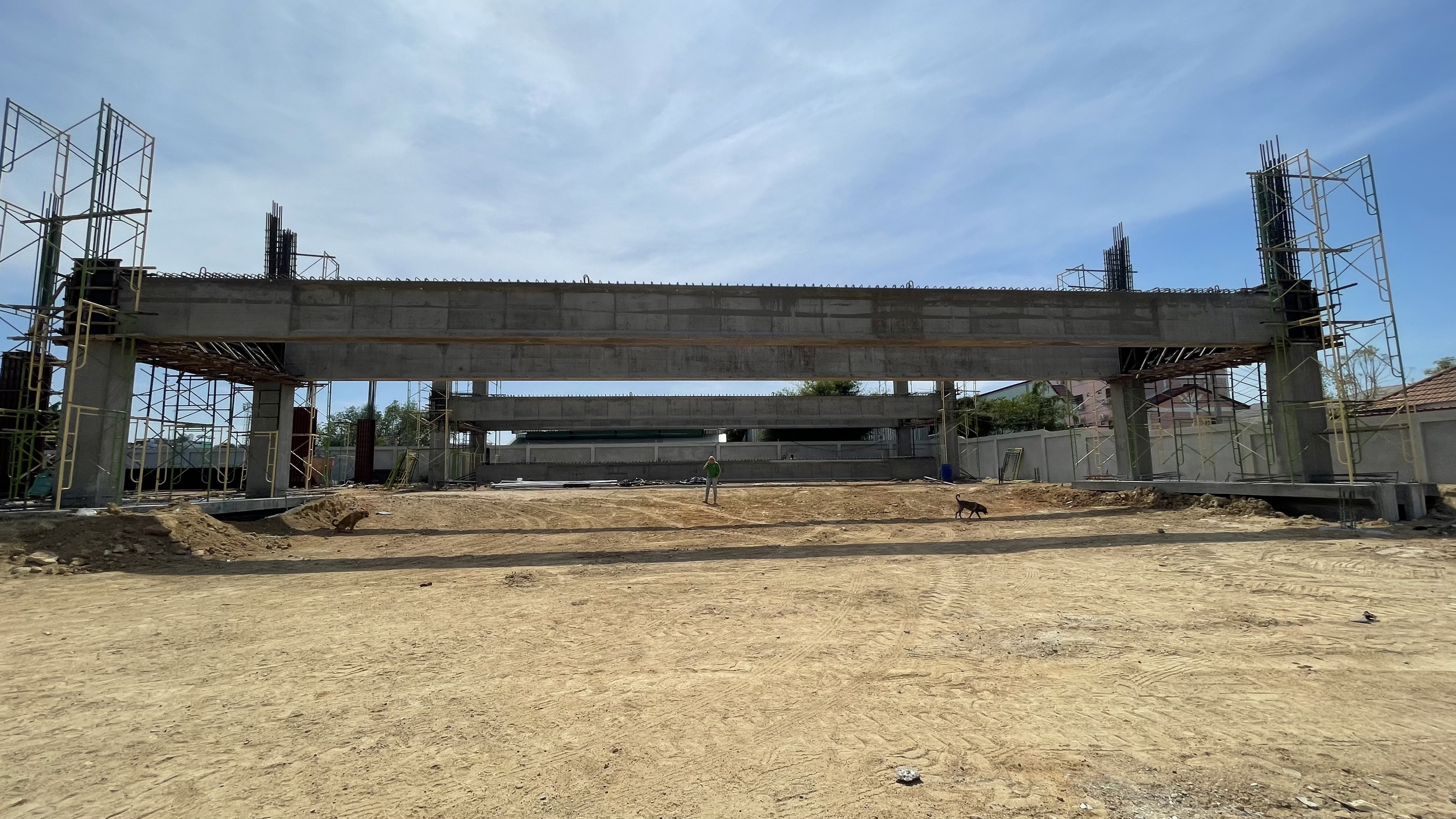
克里夫运用预力混凝土技术，2022年，芭提雅

## 奖项与荣誉
2024年，克莱夫因其建筑设计成就及对泰国建筑发展的贡献，获得一项业内奖项。